# Megaselia bruesi
Megaselia bruesi är en tvåvingeart som beskrevs av Ronald Henry Lambert Disney 1986. Megaselia bruesi ingår i släktet Megaselia och familjen puckelflugor.
Artens utbredningsområde är Filippinerna. Inga underarter finns listade i Catalogue of Life.